# Melody Gardot
Melody Gardot (n. pe 2 februarie 1985 în New Jersey) este o cantautoare americană apreciată pentru muzica sa aflată la granița dintre jazz, muzica blues și pop. Gardot a început să cânte de la o vârstă fragedă, iar în adolescență a susținut recitaluri în restaurante și baruri pentru a-și putea plăti cursurile de design vestimentar. La vârsta de optsprezece ani interpreta a fost implicată într-un grav accident rutier în urma căruia a suferit multiple leziuni la nivelul craniului și al coloanei vertebrale. Doctorii i-au sugerat lui Gardot să cânte la pian pentru a-i stimula activitatea cerebrală, iar materialul înregistrat de aceasta pe patul de spital i-a atras atenția producătorului Glenn Barratt, care a încurajat-o să înregistreze un album de studio.
Începând cu anul 2007 Melody Gardot este reprezentată de casa de discuri UCJ Records, prin intermediul căreia a lansat două albume de studio: Worrisome Heart (2006) și My One and Only Thrill (2009). Discurile au avut vânzări cumulate de peste 1.25 milioane de exemplare pe plan internațional; de asemenea, materialele au primit reacții favorabile din partea criticilor de specialitate, care au comparat-o pe Melody cu interprete de notorietate internațională precum Norah Jones, Madeleine Peyroux sau Shania Twain.

## Biografie

### Anii copilăriei și accidentul (1985 – 2004)
Melody Gardot s-a născut pe 2 februarie 1985 în statul american New Jersey și este singurul copil al unei familii monoparentale; ea nu și-a cunoscut niciodată tatăl și preferă să nu discute aspectele vieții sale de familie în presă. Părinții lui Melody s-au despărțit când aceasta era la o vârstă fragedă, iar viitoarea interpretă a fost crescută de către bunicii săi în orașul Philadelphia, mama sa (care lucra ca fotograf) fiind adesea plecată în călătorii de afaceri de lungă durată. Provenind dintr-o familie cu tradiție muzicală, Melody a început să cânte încă de la vârsta de trei ani, iar în copilărie asculta muzica unor interpreți precum Judy Garland, Carole King, Janis Joplin sau James Taylor.
Tânăra interpretă a urmat cursuri de pian de la nouă ani, iar în adolescență cânta diverse piese ale unor interpreți celebri în barurile și restaurantele din Philadelphia. Gardot nu obișnuia să interpreteze fragmentele vocale ale compozițiilor și a mărturisit că „deși am participat la preselecțiile corului școlii, nu am fost admisă. Vocea mi s-a dezvoltat ulterior.” Ulterior Melody și-a dorit să studieze designul vestimentar și s-a înscris la cursurile colegiului comunitar din Philadelphia, însă a continuat să susțină mici recitaluri pentru a-și putea plăti cursurile.
În noiembrie 2003 Melody Gardot a fost implicată într-un grav accident rutier; în timp ce se plimba cu bicicleta pe străzile orașului Philadelphia interpreta a fost lovită de către șoferul unui automobil Jeep care a ignorat culoarea roșie a semaforului. În urma impactului cântăreața a suferit multiple leziuni la nivelul craniului și al coloanei vertebrale, iar pelvisul său a fost fracturat în două locuri. De asemenea, aceasta a suferit pierderi de memorie, a fost nevoită să învețe să meargă din nou și nu s-a putut ridica din pat pentru o perioadă de un an. Accidentul i-a produs lui Melody și o hipersensibilitate față de lumină și sunete, iar aceasta este nevoită să poarte ochelari de soare și să asculte muzica la un volum foarte redus.

### Debutul discografic: «Worrisome Heart» (2005 – 2008)

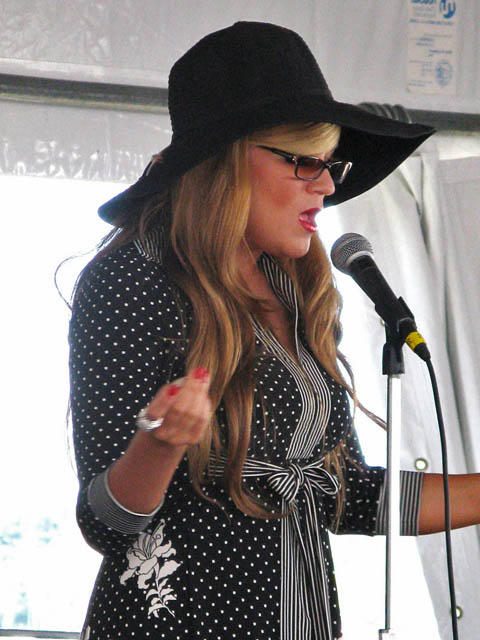
Melody Gardot în 2008

Pentru a-i stimula activitatea cerebrală doctorii i-au sugerat lui Melody să cânte la pian, însă aceasta nu putea sta în șezut pentru o perioadă mai mare de zece minute. Ulterior mama sa i-a cumpărat o chitară, iar Gardot a învățat singură să cânte la ea și a început să compună propriile piese. Șapte dintre aceste compoziții au fost incluse pe un disc EP numit Some Lessons: The Bedroom Sessions, care a fost lansat pe plan independent pe 3 mai 2005. Inițial Gardot nu și-a dorit ca piesele sale să fie ascultate de publicul larg, considerându-le „mult prea intime”, însă s-a răzgândit la auzul reacțiilor pozitive venite din partea primilor ascultătorilor. Ulterior interpreta l-a cunoscut pe producătorul Glenn Barratt, care a încurajat-o să înregistreze un album de studio. Melody i-a urmat sfatul, iar discul rezultat, numit Worrisome Heart, a fost lansat pe plan independent pe parcursul anului 2006. Materialul conține zece piese compuse de Gardot și produse de Barratt și a primit recenzii favorabile, muzica sa fiind comparată cu cea a lui Norah Jones sau Madeleine Peyroux.

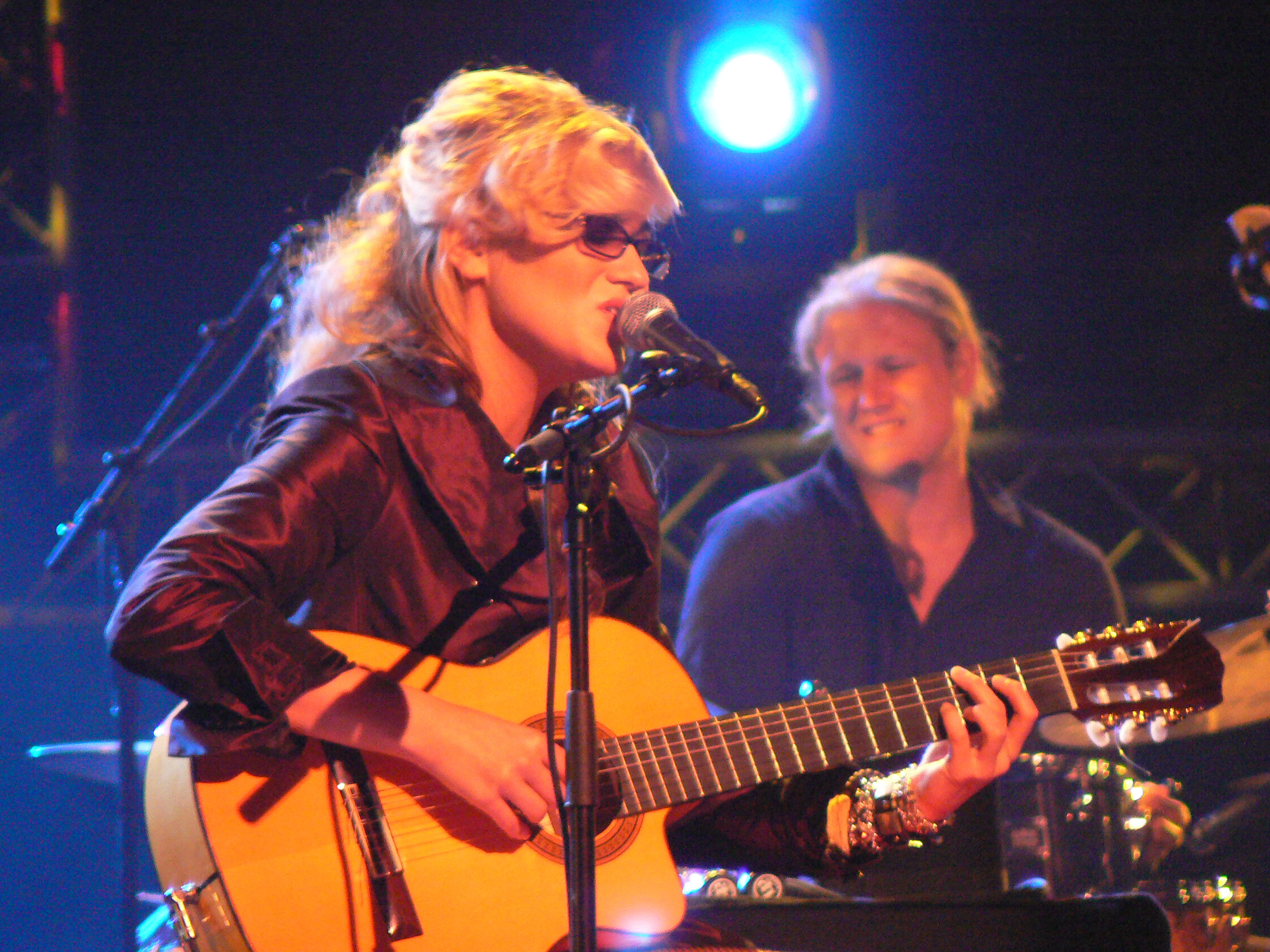
Melody Gardot în concert (Ahoy Rotterdam, 2009).

Albumul Worrisome Heart le-a stârnit interesul impresarilor și producătorilor, iar în stagiunea 2006-2007 Gardot a negociat cu mai multe case de discuri în vederea semnării unui contract de management. În iulie 2007 ea a ajuns la o înțelegere cu UCJ (subsidiară a Universal Music Group). Materialul Worrisome Heart a fost relansat pe plan internațional pe 26 februarie 2008, iar ulterior a obținut locul secund în prestigioasele clasamente Billboard dedicate muzicii jazz și s-a bucurat de succes comercial în Franța, unde a primit discul de aur pentru vânzări de peste 50.000 de exemplare. În ciuda notorietății dobândite, Melody a declarat: „Singurul meu scop a fost să fac un album de care să fiu mulțumită. Întreaga instrumentație a fost făcută după ceea ce am crezut eu că va suna bine. Lansarea sa a fost precum publicarea unui jurnal.” Worrisome Heart a fost comercializat în peste 100.000 de exemplare în Statele Unite, iar vânzările internaționale se ridică la peste 250.000 de copii.

### Succesul comercial (2009 – prezent)
Pentru a menține interesul ascultătorilor față de muzica sa, Gardot imprimă în primăvara anului 2009 un disc EP intitulat Live from SoHo; acesta conține șase interpretări live ale unor piese de pe primul său album, cât și două compoziții noi. Melody Gardot a înregistrat cel de-al doilea album de studio din cariera sa sub atenta supraveghere a producătorului Larry Klein. Interpreta a compus melodiile și a scris textele tuturor celor unsprezece piese incluse pe disc, mai puțin pentru preluarea șlagărului „Over the Rainbow”. Purtând numele My One and Only Thrill, materialul a fost lansat la data de 28 aprilie 2009 și este puternic influențat de muzica jazz braziliană. Albumul a primit recenzii favorabile din partea criticilor de specialitate, site-ul Metacritic calculând o medie de 71% în ceea ce privește calificativele obținute. În timp ce editorii The Times susțineau că este „un material excepțional care ar trebui să fie ascultat de către toți cei care o subestimau pe Gardot”, Stephen Erlewine de la Allmusic era de părere că „Melody oferă un album plăcut ca sunet și substanță”.
Albumul My One and Only Thrill a debutat pe poziția secundă în ierarhia Billboard Top Jazz, respectiv pe locul 42 în clasamentele americane generale. Discul s-a bucurat de succes în Europa și a primit discul e platină în țări precum Germania, Norvegia sau Suedia; de asemenea, popularitatea interpretei în Franța a crescut în anul 2009, iar albumul a fost comercializat în peste 200.000 de exemplare și a obținut dublu disc de platină. Pe plan internațional discul My One and Only Thrill a fost vândut în mai mult de 1 milion de copii. Mai mult, cântecele „Who Will Comfort Me” și „Baby I'm a Fool” au fost lansate pe single și s-au bucurat de succes în clasamentele Billboard Jazz Songs, respectiv în Norvegia și Suedia. Ca răsplată pentru prestația muzicală de calitate, Melody a fost numită „Cea mai bună cântăreață” în cadrul premiilor ECHO Jazz, iar albumul a fost nominalizat la două premii Grammy la categoriile: „Cel mai bun aranjament”, respectiv „Cel mai bine proiectat album”. Pentru a-și promova materialele discografice Melody Gardot a concertat extensiv în Europa, Asia, Australia și America de Nord pe parcursul anului 2010.

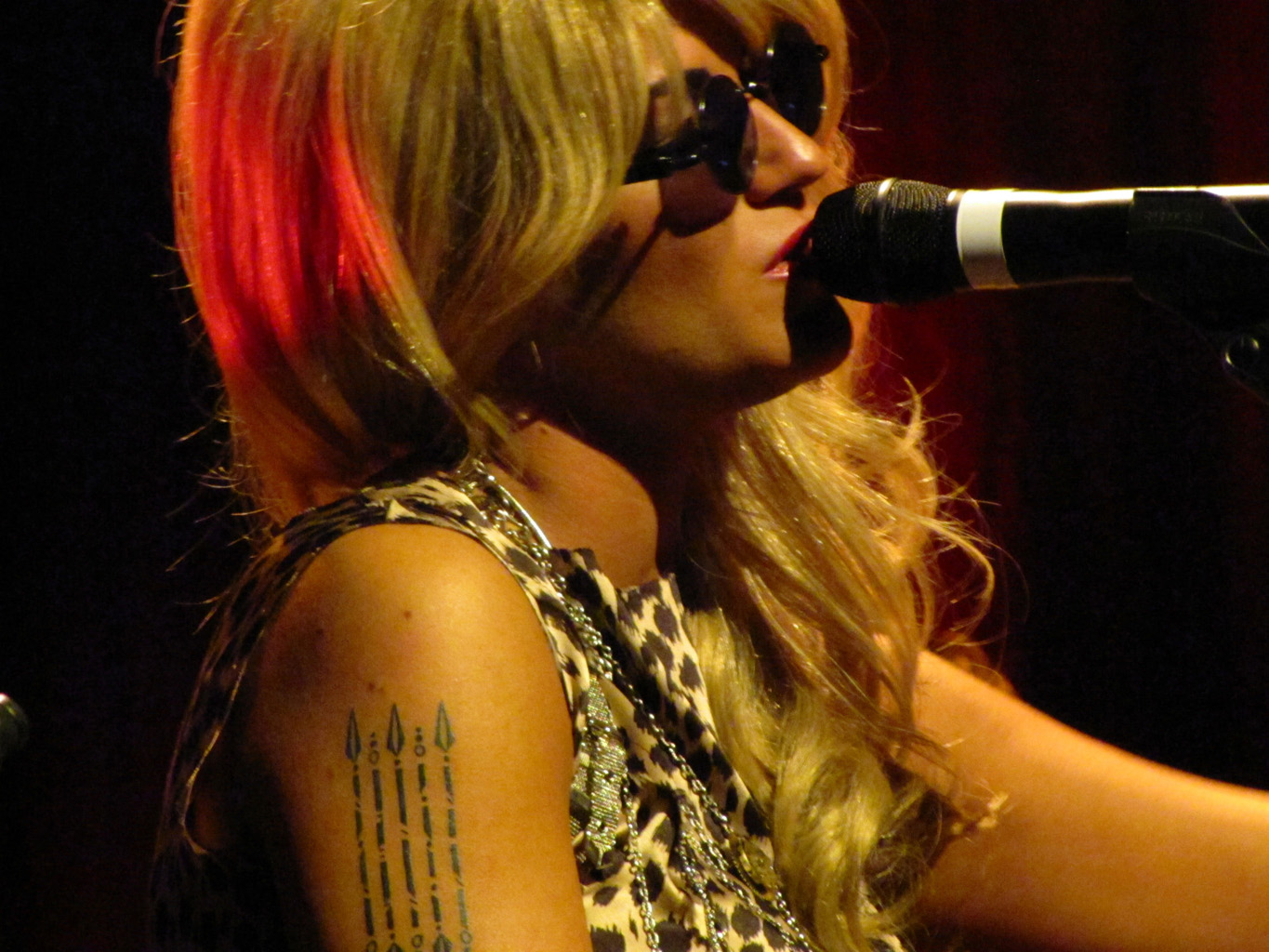
Melody Gardot în concert (Berlin, 2010).

La data de 12 mai 2010 Melody Gardot a susținut un recital în onoarea regizorului Tim Burton la ceremonia de deschidere a celei de-a șaizeci și treia ediții a Festivalului de Film de la Cannes. Pe parcursul stagiunii 2010-2011 Gardot a continuat să susțină concerte, însă a lansat și un disc EP numit Bye Bye Black Bird pe 10 decembrie 2010.
Cel de-al treilea album de studio al cântăreței, numit The Absence, a fost lansat pe 28 mai 2012. Fiind produs de Heitor Pereira, discul conține doisprezece piese inspirate din călătoriile interpretei în locuri precum „deșerturile din Maroc, barurile din Buenos Aires sau plajele din Brazilia”.
Cel de-al patrulea album de studio al cântăreței, intitulat Currency of Man, a fost lansat pe 1 iunie 2015. A fost produs de Larry Klein și cuprinde zece piese.

## Vocea, stilul interpretativ și genurile muzicale abordate
Vocea lui Melody Gardot a stârnit interesul criticii de specialitate și i-a adus adesea comparații cu Norah Jones, Madeleine Peyroux sau Shania Twain. Compozițiile abordate solicită o întindere vocală de sub două octave (Mi#1-Si♭2), iar profilul său vocal a fost inclus în categoria altistelor. Editorii site-ului românesc Muuz.ro erau de părere că Melody „preferă să își folosească vocea și vibrato-ul natural fără a-și forța glasul, rămânând astfel în limitele vocii sale de piept cu care s-a născut. Melody își utilizează arareori falsetul (vocea de cap), însă trecerile între cele două registre sunt ușoare și aproape insesizabile”. Ziarul american The Boston Globe o descria astfel pe Gardot: „Este o cântăreață delicată, însă intensă. Ea posedă un stil enigmatic ce pare a fi în strânsă legătură cu leziunile severe suferite în adolescență”. Stephen Thomas Erlewine, reprezentant al publicației virtuale Allmusic, susține că povestea tragică a fost cea care le-a atras atenția criticilor, însă muzica în sine joacă un rol la fel de important; de asemenea, el afirmă că "similitudinile din glasul lui Melody cu tonalitățile fumurii ale Fionei Apple le-a oferit ascultătorilor un plăcut sentiment de «familiar, cunoscut»".
Genurile muzicale abordate de Melody Gardot sunt blues, jazz, folk și muzica acustică, iar printre motivele cel mai des întâlnite în versuri se numără romantismul, melancolia sau senzualitatea. Stilul său muzical a fost descris drept „un amalgam de jazz domol și muzică blues introspectivă”. Editorii BBC i-au aplaudat abilitățile lui Melody de a scrie versuri – „Gardot dă dovadă de mare precizie și îndemânare, precum un textier înnăscut. Fiecare piesă (n.r. – de pe discul My One and Only Thrill) este o capodoperă”. De asemenea, publicația britanică The Sunday Times vorbea despre „ambiguitatea delicioasă din versurile lui Gardot. Ea pare să se bucure de iubire, însă te face să crezi că totul se va duce de râpă”.

## Discografie
Albume de studio
- Worrisome Heart (2006)
- My One and Only Thrill (2009)
- The Absence (2012)
- Currency of Man (2015)

Discuri EP

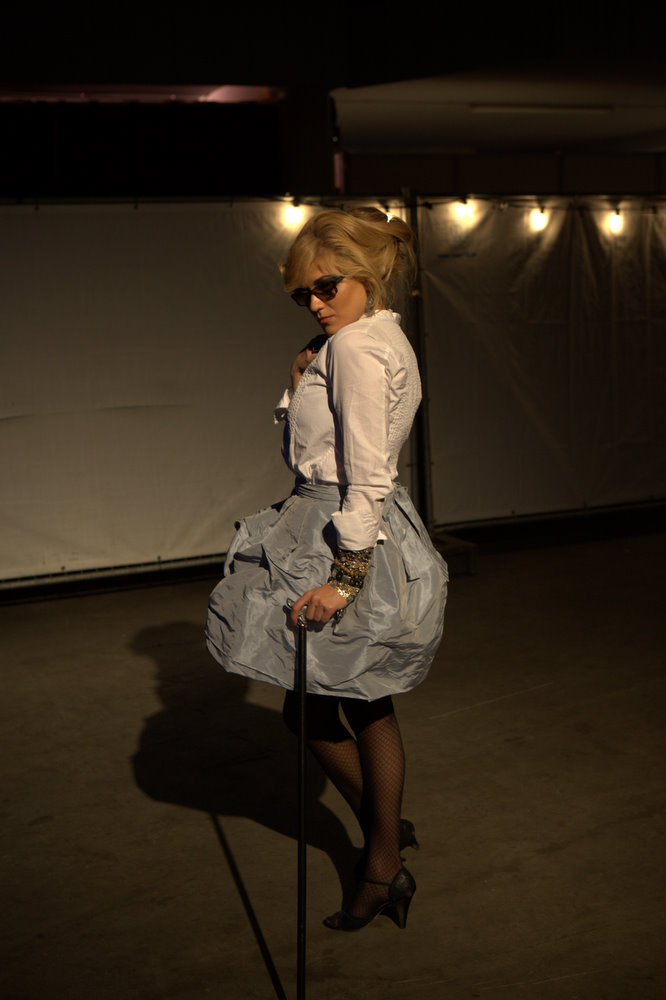
Melody Gardot în 2009

- Some Lessons: The Bedroom Sessions (2005)
- Live from SoHo (2009)
- Bye Bye Black Bird (2010)
- A Night with Melody EP (2011)

## Premii și nominalizări
Următoarea listă prezintă premiile obținute de Melody Gardot.
| Anul | Juriul            | Categoria                             | Compoziția nominalizată | Rezultatul   |
| ---- | ----------------- | ------------------------------------- | ----------------------- | ------------ |
| 2007 | VSA International | „Cel mai bun debut”                   | —                       | Câștigat     |
| 2009 | Premiile MOBO     | „Cel mai bun cântăreț de muzică jazz” | —                       | Nominalizare |
| 2010 | Premiile ECHO     | „Cea mai bună cântăreață”             | —                       | Câștigat     |
| 2010 | Premiile Grammy   | „Cel mai bun aranjament”              | My One and Only Thrill  | Nominalizare |
| 2010 | Premiile Grammy   | „Cel mai bine proiectat album”        | My One and Only Thrill  | Nominalizare |